# Мікаел Персбрандт
Микаел А́ке Пе́рсбрандт (швед. Mikael Åke Persbrandt, нар. 25 вересня 1963, Якобсберг) — шведський актор. У шведських фільмах найчастіше грає ролі «крутих хлопців». Відомий за роллю офіцера поліції Ґунвальда Ларссона в останній екранізації книг про Мартіна Бека. Серед інших його ролей виділяється «шведський Джеймс Бонд» Карл Гамільтон з екранізації серії романів Яна Гію, а також Беорн у другій і третій частинах «Гобіта».

## Раннє життя
Персбрандт народився у Якобсберзі, Єрфелла, Стокгольм, Швеция.

## Кар'єра
Персбрандт виступав на сцені в Королівському драматичному театрі в Стокгольмі і зіграв безліч ролей у кіно і на телебаченні. Найбільш відомий за роллю інспектора поліції Ґунвальда Ларссона в екранізації книг про Мартіна Бека. Двічі відзначався премією «Золотий жук» в номінації «Краща чоловіча роль»: у 2009 році за «Незабутні моменти» і в 2014 році за «Ніхто мені не господар». У 2015 році оголосив, що більше не буде грати Ґунвальда Ларссона.
13 жовтня 2007 року Персбрандт покинув Королівський драматичний театр через складнощі в суміщенні роботи в кіно і на телебаченні з театром. Багато учасників колективу театру негативно відреагували на цю подію. Один із них, Ян Мальмшьо, виступаючи на телебаченні, сказав про Персбрандта «…він нас дістав…», тим самим натякаючи, що мав місце розрив контракту з Мікаелем Персбрандтом.

## Фільмографія
| Рік  |   | Українська назва       | Оригінальна назва  | Роль           |
| ---- | - | ---------------------- | ------------------ | -------------- |
| 2008 | ф | Повстання в Каутокейно | Kautokeinoupproret | Карл Йохан Рут |
| 2010 | ф | Помста                 | Hævnen             | Антон          |

## Особисте життя
У 1998—2003 роках був одружений з Марією Бонневі. З 2005 року одружений з Санною Лунделл. У подружжя троє дітей.

## Імідж і проблеми з законом

### Суперечка зExpressen
У грудні 2005 року, після того, як газета Expressen зробила заяву про те, що Персбрандт нібито госпіталізований і якийсь час перебував в клініці Уппсали з гострим отруєнням алкоголем, він звернувся в поліцію із заявою з цього приводу. Expressen вибачилася і визнала, що їхня інформація була помилковою, проте вибачення не були прийняті Персбрандтом. Отто Шеберг, який у той час був редактором газети був оштрафований на 75,000 шведських крон (≈ 6800€, 8900$) на користь Персбрандта.

### Наркотики
У 2011 році Персбрандт був двічі заарештований за вживання кокаїну і оштрафований. У квітні 2014 року він був засуджений на п'ять місяців за інший випадок вживання кокаїну, але в результаті апеляції покарання було змінено на 75 годин громадських робіт.